# イオノマイシン
イオノマイシン (ionomycin) は、Streptomyces conglobatusが生産するイオノフォアであり、カルシウムと1:1で結合する。マグネシウムやカドミウムなど他の2価カチオンにも結合するが、カルシウムに対する選択性を示す。
14のキラル中心が存在する。β-ジケトンとカルボキシル基がカルシウムとキレートを形成する。
1978年に抽出され、完全な構造は1979年に解明された。
研究において、細胞内のカルシウムイオン濃度を上げるため、または生体膜を越えたカルシウム輸送を理解するためのツールとして用いられる。さらに、通常は12-O-テトラデカノイルホルボール 13-アセタートとともに、細胞間でのサイトカイン、インターフェロン、パーフォリン、インターロイキン-2、インターロイキン-4の生産を促進する。これらのサイトカイン類は、炎症応答に重要である。
イオノマイシンは、遊離酸かカルシウム塩として市販される。どちらも水に対し不溶性であるが、油脂やDMSOに対しては可溶性である。この脂溶性のためアルブミンなどのタンパク質に結合し、こうした性質は血液が関与する研究での使用の妨げとなる。